# Арамид

Арамидная ткань Twaron Microfilament

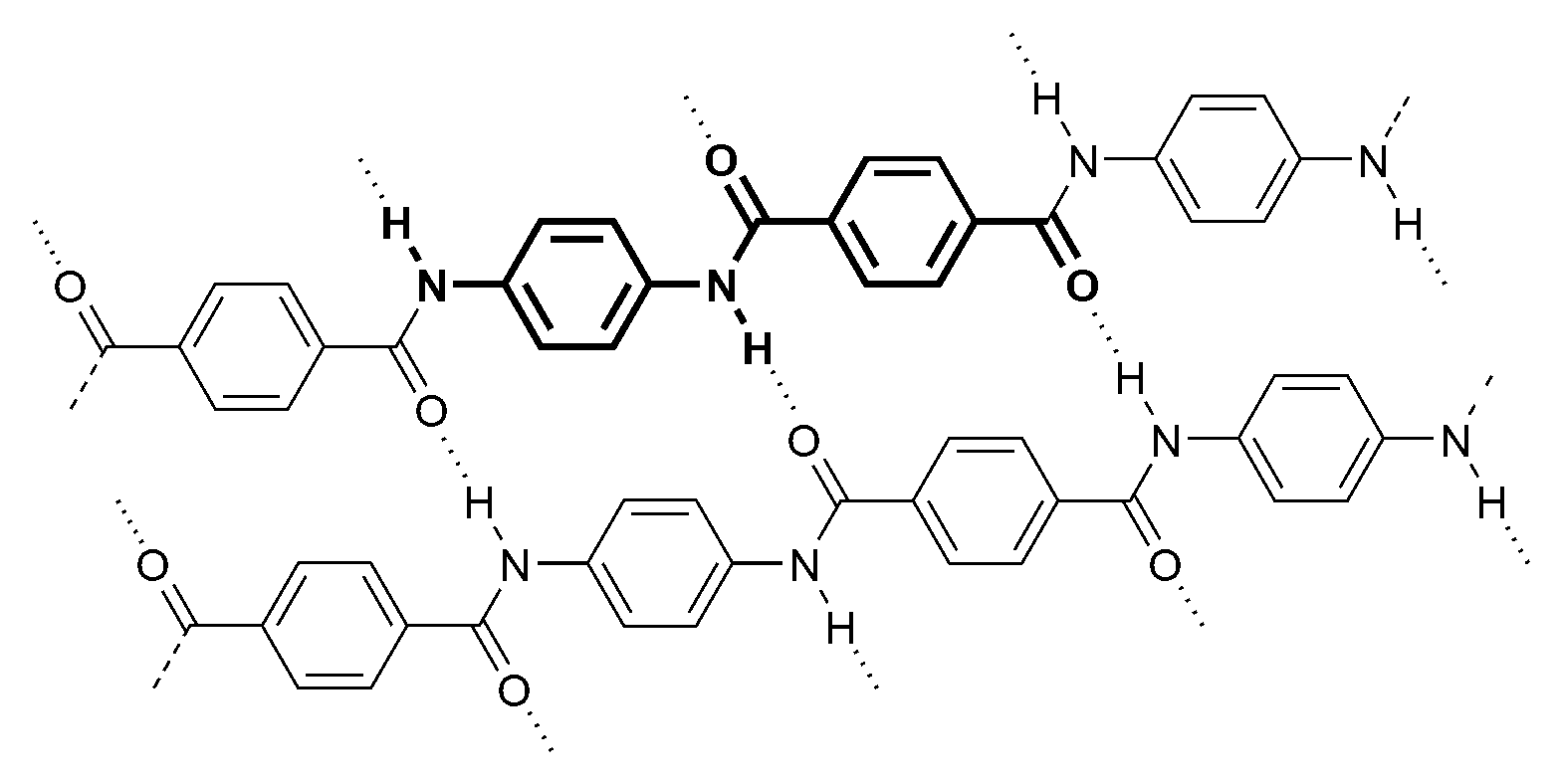
Структурная формула пара-арамидного полимера

Арамид (англ. aramid аббр. aromatic polyamide — ароматический полиамид) — длинная цепочка синтетического полиамида, в которой, по меньшей мере, 85% амидных связей прикреплены непосредственно к двум ароматическим кольцам. Свойства арамидных волокон определяются одновременно и химической, и физической микроструктурой. Амидные связи обеспечивают высокую энергию диссоциации (на 20% выше алифатических аналогов, например нейлона), а арамидные кольца дают превосходную термостабильность. Различают 3 основных типа коммерческих арамидных волокон, присутствующих на рынке: параарамиды (п-арамиды), метаарамиды (м-арамиды) и сополимеры полиамида.

## Параарамиды
Наиболее известные в мире параарамиды производятся под торговыми марками Kevlar® (DuPont) и Twaron® (Akzo/Acordis) из парафенилендиамина и терефталоилхлорида в растворе N-метилпирролидона/хлористого кальция.. Серийно производимые волокна Kevlar® 29, Kevlar® 49, Kevlar® 149 имеют прогрессивно высокую ориентацию полимерных молекул и обладают высокой кристалличностью, благодаря чему отличаются большим модулем упругости и прочностью до разрыва (до 260 сН/текс). Арамидные волокна не уступают по прочности стали, при этом в пять раз легче, чем сталь. Это обуславливает основное применение параарамидов в качестве корда для шин, а также для изготовления облегченных баллистических материалов. Сегодня существуют серии первого, второго и третьего поколения параарамидов. Например Kevlar® HT, имеющий на 20 % большую прочность до разрыва и Kevlar® HM, обладающий на 40 % большим модулем упругости, чем оригинальный Kevlar® 29, широко используются в аэрокосмической промышленности и производстве специальных композитных материалов. Как правило, параарамиды имеют высокие температуры стеклования около 370 °C, практически не горят и не плавятся. Температура начала карбонизации около 425 °C. Кислородный индекс (КИ) волокон Kevlar® 129 равен 30. Все параарамиды, однако, предрасположены к фоторазложению и нуждаются в защите от попадания прямых солнечных лучей при использовании вне помещений.
В СССР в начале 1970-х годов было разработано волокно на основе полиамидбензимидазолтерефталамида, превосходящее Кевлар по ряду показателей. Это волокно первоначально называлось Вниивлон по названию института где оно было разработано (ВНИИВ), затем название волокна изменили на СВМ. Нити и волокна СВМ — гетероароматический полимер, получаемый в результате поликонденсации амина с терефталоилхлоридом Архивная копия от 4 января 2019 на Wayback Machine, но по свойствам эти волокна близки. Аналогом волокна Кевлар по химическому составу было советское волокно Терлон, опытно-промышленный выпуск которого прекратился в начале 90-х годов. Однако из-за высокой себестоимости производство нитей и волокон СВМ в промышленности широкого распространения не получило. Проблему решили А. Т. Серков и В. Б. Глазунов, получив модифицированное волокно СВМ, названное Армосом, из изотропных прядильных растворов на производственном объединении «Химволокно» в 1985 году. Сополиамидная нить армос по модулю упругости превосходила волокно СВМ, а по прочности и разрушающему напряжению в микропластике — и СВМ и Терлон. Нить Армос получают так же как и СВМ, принципиальная схема: мономеры — поликонденсация — фильтрация — дегазация — прядение, отделка, сушка, крутка — термообработка, термовытяжка. Далее изготовление идет по двум схемам: для получения жгута нить подвергают трощению; для получения нити после крутки и термообработки она подвергается замасливанию. Вследствие неплавкости парополиамидов формование осуществляется из растворов 100 % серной кислоте или в амидных растворителях с добавками лиофильных солей, в частности, в диметилацетамиде (ДМАА) с добавкой хлористого лития. Формование ведется по мокрому методу, часто через воздушную прослойку. Впоследствии совместно с ВНИИПВ Архивная копия от 15 марта 2022 на Wayback Machine, ВНИИСВ Архивная копия от 8 марта 2022 на Wayback Machine, а так же КБ АО «Каменскволокно» были разработаны пара-арамидные нити Русар, Русар-С, РУСЛАН Архивная копия от 31 января 2019 на Wayback Machine.

## Метаарамиды
Наиболее известные в мире метаарамиды выпускаются под торговыми марками Nomex® (DuPont), Teijinconex® (Teijin), Newstar® (Yantai Taiho) Первый значимый метаарамид был представлен в 1961 году компанией DuPont под маркой Nomex®. Это поли м-фениленизофталамид, полученный в результате межфазной поликонденсации м-фенилендиамина и дихлорангидрида изофталевой кислоты..
Метаарамиды обугливаются при температурах свыше 400 °C и способны выдержать короткое воздействие температур до 700 °C. Метаарамиды преимущественно разрабатывались для защитной спецодежды пилотов истребителей, танкистов, астронавтов, а также для защиты от термических рисков в промышленности. Нетканые материалы из волокон Nomex® используются также для высокотемпературной фильтрации дымовых газов и теплоизоляции. Метаарамиды обладают стойкостью к высоким температурам, к примеру, Nomex® при выдерживании при температуре 250 °C в течение 1000 часов сохраняет 65 % прочности на разрыв. Как правило, метаарамиды используются в защитной спецодежде от теплового излучения, однако для интенсивного теплового излучения предпочтительнее использовать Nomex® III (бленд из Nomex® и Kevlar® 29 с весовым соотношением, соответственно, 95:5). Такая композиция обеспечивает большую механическую стабильность при обугливании. Кислородный индекс (КИ) поли метаарамида Nomex® равен 30.
В СССР для температурных применений была разработана и внедрена в производство на ПО «Химволокно» в г. Светлогорск (Белоруссия) технология полиоксадиазольного волокна «Оксалон» (Арселон). Некоторые западные компании называют это волокно «Русский Номекс». По свойствам «Арселон» аналогичен «Номексу», хотя технологии производства существенно отличаются.
В 2005 году в ООО «Лирсот» Архивная копия от 15 марта 2022 на Wayback Machine создано мета-, параарамидное волокно Арлана®, которое обладает химической и морфологической структурами, обеспечивающими хорошие механические свойства (удельная разрывная нагрузка 65 сН/текс), высокие значения кислородного индекса (КИ 35-37 %) и способность выдерживать длительное воздействие температур 180—200 °C. В отличие от других арамидов, материалы на основе волокна Арлана® легко окрашиваются, обладают хорошими сорбционными свойствами, положительно себя зарекомендовали при использовании в огнезащитных текстильных изделиях гражданского и военного назначения, фильтрах для очистки промышленных выбросов, декоративно-отделочных материалах. Волокна Арлана® могут успешно заменить импортные материалы Nomex®, Kermel Tech® и термостойкую вискозу.

## Сополимеры полиамида
В 1972 году компанией Rhone Poulenc начато производство огнестойких термостабильных волокон под торговым названием Kermel®, разработкой которых компания занималась с 1960 года. Kermel — полиамид-имид (PAI) семейства метаарамидов или т. н. сополимер полиамида.

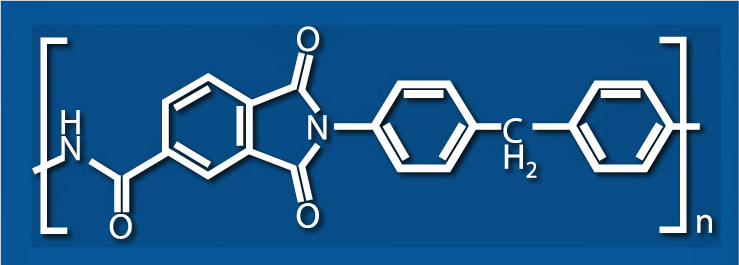
Полиамид-имид (PAI) Kermel

Полиамид-имидные волокна Kermel® известны в двух исполнениях — 234 AGF — окрашенное в массе штапельное волокно для текстильных технологий и 235 AGF — волокно для нетканых текстильных материалов. Во Франции Kermel® используется в боевой одежде пожарных и защитной спецодежде военнослужащих, где риски поражения открытым пламенем выше обычного. Кислородный индекс (КИ) Kermel® равен 32. При воздействии температуры 250 °C в течение 500 часов Kermel® теряет только 33 % механических характеристик. Благодаря высокому кислородному индексу Kermel® не горит, не плавится, а медленно карбонизируется. По информации компании производителя (в наст. время Kermel SAS) полиамид-имид Kermel® выдерживает температуры до 1000 °C в течение нескольких секунд. Важным преимуществом Kermel® является нулевая усадка в горячей воде и 0,2 % в горячем паре. Полиамид-имид Kermel® отличается от мета- и параарамидов очень низкой теплопроводностью, почти в 4 раза меньшей, чем у Nomex® и Kevlar®, что широко применяется для производства защитной спецодежды от термических рисков, а также современных изоляционных материалов.
Смесь 25 %-50 % волокон Kermel® и Огнестойкой вискозы обеспечивает дополнительную защиту от ультрафиолетового излучения, контроль термовентиляции за счет отведения влаги от тела, а также высокий комфорт пользователя. В наши дни Kermel® широко используется ведущими нефтегазовыми компаниями, в том числе работающими на шельфе. ВВС, ВМВ, Сухопутные войска, полиция и спецслужбы многих стран мира используют огнестойкую униформу и огнестойкий трикотаж на основе полиамид-имида Kermel®. В 2008 году Вооруженные силы Франции выбрали огнестойкий камуфляж Kermel® V50 и VMC40 для комплекта обмундирования пехотинца французской армии «FELIN» или т. н. «Комплекта солдата будущего»